# يلتسين تيخيدا
يلتسين تيخيدا اجناسيو فالفيردي (بالإسبانية: Yeltsin Ignacio Tejeda Valverde)‏ لاعب كرة قدم كوستاريكي، يلعب بنادي «ديبورتيفو سابريسا» بالدوري الكوستاريكي، كما يلعب في منتخب كوستاريكا لكرة القدم المشارك في بطولة كأس العالم 2014 المقامة في البرازيل .

## روابط خارجية
- يلتسين تيخيدا على موقع الاتحاد الدولي (مؤرشف)  (الإنجليزية)
- يلتسين تيخيدا على موقع قاعدة بيانات كرة القدم.إي يو (الإنجليزية)
- يلتسين تيخيدا على موقع ليكيب (الفرنسية)
- يلتسين تيخيدا على موقع ناشيونال فوتبول تيمز (الإنجليزية)
- يلتسين تيخيدا على موقع Soccerbase.com (لاعب) (الإنجليزية)
- يلتسين تيخيدا على موقع Soccerway.com (الإنجليزية)
- يلتسين تيخيدا على موقع عالم كرة القدم.نت (الإنجليزية)
- يلتسين تيخيدا على موقع كووورة
- يلتسين تيخيدا على موقع AS.com (الإسبانية)